# Infanterie-Regiment „Alt-Württemberg“ (3. Württembergisches) Nr. 121
Das Infanterie-Regiment „Alt-Württemberg“ (3. Württembergisches) Nr. 121 war von 1716 bis 1919 ein Regiment des württembergischen Heeres.

## Geschichte

### Name
Der Verband wurde 1808 als Infanterie-Regiment „Herzog Wilhelm“ aus dem Musketier-Bataillon „Herzog Wilhelm“ – zu diesem seit 1804 bestehenden Bataillon kam ein zweites dazu – aufgestellt. 1811 wurde es umbenannt in Infanterie-Regiment Nr. 2 „Herzog Wilhelm“. Im Russlandfeldzug 1812 wurde das Regiment aufgerieben, aber im gleichen Jahr mit demselben Namen neu aufgestellt. Im Feldzug Frankreichs gegen Russland und Preußen 1813 wurde das Regiment vernichtet und danach erneut mit demselben Namen wieder aufgestellt. Die Verluste im Feldzug gegen Napoleon 1814 wurden durch Eingliederung der Mannschaften der aufgelösten Landregimenter 4 und 5 ausgeglichen. Mit der Militärreform 1817 fiel der Zusatz weg und das Regiment hieß ab 31. März 1817 3. Infanterie-Regiment.

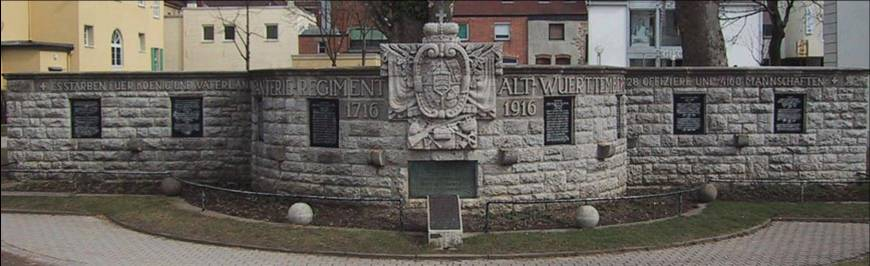
Ehrenmal des Regiments in Ludwigsburg

Nach Abschluss der Militärkonvention mit dem Norddeutschen Bund vom 21./25. November 1870 erhielt es wie alle württembergischen Truppenteile zur Unterscheidung von Truppenteilen anderer deutscher Staaten am 2. Oktober 1871 den entsprechenden Zusatz 3. württembergisches Infanterie-Regiment. Am 18. Dezember 1871 erhielten alle württembergischen Regimenter zusätzliche Nummern. Diese entsprachen der fortlaufenden Nummerierung aller Regimenter des deutschen Bundesheeres, unabhängig von ihrer Zugehörigkeit zu einem der Kontingente, das Regiment erhielt die Nummer 121: 3. württembergisches Infanterie-Regiment Nr. 121. Alle Truppenteile erhielten am 14. Dezember 1874 die Namen in der endgültigen Schreibweise und Nummerierung: Infanterie-Regiment (3. Württembergisches) Nr. 121. 1891 erhielt es den Zusatz Alt-Württemberg, da das Regiment seine Geschichte auf das 1716 aufgestellte Subsidien-Regiment Infanterie-Regiment Alt Württemberg zurückführte. Damit war der letzte Name Infanterie-Regiment „Alt-Württemberg“ (3. Württembergisches) Nr. 121. Am 30. April 1919 wurde das Regiment aufgelöst.
Die Tradition des Regiments übernahm in der Reichswehr die 6. Kompanie des 13. (Württ.) Infanterie-Regiments.

### Garnisonen
- 1806 Stuttgart
- 1814 Schorndorf
- 1815 Niederbronn-les-Bains
- 1818 Stuttgart
- 1833 Ludwigsburg[A 2]
- 1842 Ulm
- 1852 Stuttgart
- 1866 Ludwigsburg
- 1868 Hohenasperg
- 1872 I. Bataillon Hohenasperg, II. Bataillon Ludwigsburg
- 1873 III. Bataillon Gmünd
- 1877 I. Bataillon Ludwigsburg, II. Bataillon Hohenasperg
- 1879 I. und II. Bataillon Ludwigsburg
- 1890 Ludwigsburg (gesamtes Regiment)

### Teilnahme an Gefechten und Kampfhandlungen
- 1806/07 auf Seiten Frankreichs gegen Preußen, Stärke 14 Offiziere und 837 Mann. Das Regiment kämpfte vor Glogau, Schweidnitz und Breslau.
- 1809 auf Seiten Frankreichs gegen Österreich in der Division Vandamme. Stärke 30 Offiziere und rund 1.400 Mann.
- 1812 auf Seiten gegen Frankreichs gegen Russland im Armeekorps Ney, Stärke rund 1.400 Mann. Nach der Schlacht von Borodino wurden die Reste der württembergischen Infanterie in drei Bataillone formiert. Am 8. Januar 1813 war das Regiment noch 21 Mann stark. Alle Fahnen wurden jedoch zurückgebracht.
- 1813 auf Seiten Frankreichs gegen Russland/Preußen im III. Armeekorps Reynier, Stärke rund 1.400 Mann, zurück kamen 1 Offizier und 70 Unteroffiziere und Mannschaften. Einsatz u. a. in Bautzen Groß-Rosen, Jüterbog und Euper. Nach der Schlacht bei Dennewitz wurden die Reste der württembergischen Infanterie in drei Bataillone formiert. Alle Fahnen wurden zurückgebracht.
- 1814 gegen Frankreich mit der Hauptarmee (württembergisches Korps im IV. Korps), Stärke 29 Offiziere und rund 1.400 Mann. Einsatz in Neubreisach, Montereau, Arcis-sur-Aube und Paris.
- 1815 gegen Frankreich in der 4. Armee „von Schwarzenberg“, Stärke rund 1.400 Mann. Das Regiment blieb bis 1818 im Elsass.
- 1866 gegen Preußen, Stärke 38 Offiziere und Fähnriche, 1.621 Unteroffiziere und Mannschaften. Einsatz im Rahmen des VIII. Korps der Bundesarmee bei Tauberbischofsheim.
- 1870/71 gegen Frankreich. Das Regiment marschierte in einer Stärke von 41 Offizieren, 191 Unteroffizieren, 59 Musikern und 1.613 Mannschaften aus und war in der württembergischen Division im Verband der 3. Armee bei Wörth, Sedan, Grand Puits, Nogent sur Seine und Mont Mesly eingesetzt. Verluste: 46 Gefallene, 112 Verwundete, 47 Verstorbene.
- 1900 am zweiten internationalen Expeditionskorps in China nahm eine unbekannte Zahl von Soldaten aus dem Regiment teil. Dort verstarb ein Musiker, vier Mann wurden verwundet.
- 1904/06 am Kampf gegen die Herero nahmen ebenfalls Soldaten des Regiments in nicht bekannter Stärke teil. Verluste: 1 Gefallener, 1 Verwundeter, 3 Verstorbene.
- Im Ersten Weltkrieg kämpfte das Regiment innerhalb der 26. Infanterie-Division an verschiedenen Fronten.

Das XIII. Armee-Korps kämpfte zunächst in den Argonnen.
Am 22. August 1914 war es an der Gräueltat von Saint-Pancré beteiligt. Ab 1. Dezember 1914 bildeten die 26. Division (1. Königlich Württembergische) und die 25. Reserve-Division (mit unterstelltem Feldartillerie-Regiment „König Karl“ (1. Württembergisches) Nr. 13) das „XIII. Korps Fabeck“ bei der 9. Armee (Mackensen) in Polen und stieß bei Kozlow an die Bzura vor. 
Im März 1915 wurde das XIII. Korps der 12. Armee Gallwitz unterstellt und nach Norden nach Przasnysz verlegt. Von Juli bis August war das Regiment am Durchbruch über den Narew beteiligt und erreichte den Njemen. Im September wurde die Division aus der Ostfront herausgelöst, im Bahntransport in den Raum westlich Belgrad verlegt. Am 1. November wurde die Division dem XXII. Reservekorps (Falkenhayn), 3. österr.-ungar. Armee (Köveß), unterstellt und drang bis Mitte November bis Kraljevo vor. Im Dezember wurde das XIII. Korps mit der 26. Infanterie-Division und dem Feldartillerie-Regiment 13 wieder an die Westfront in den Raum westlich Ypern verlegt. 
1916 war das Regiment im Rahmen der Division in der Schlacht an der Somme eingesetzt und kämpfte bei der sogenannten „Doppelhöhe 60“.
1917 war die Division in der Schlacht von Arras und in der Zweiten Flandernschlacht eingesetzt. Ab 12. September wurde sie von Zabern in den Raum Klagenfurt verlegt, wo sie am 7. Oktober eintraf, mit der 200. (preuß.) Jäger-Division dem Generalkommando z. b. V. (zur besonderen Verwendung) 51 unterstellt und für den Kampf im Gebirge ausgerüstet und ausgebildet wurde. Vom 24. Oktober an war die Division an den Kämpfen in Venetien (Zwölfte Isonzoschlacht und Erste Piaveschlacht) beteiligt und erreichte die Piave, wo sie bis zum 6. Dezember blieb.
Danach wurde sie zur Ausbildung hinter der Front in den Raum Molsheim verlegt und kam im März 1918 nach Valenciennes. Während der Deutschen Frühjahrsoffensive 1918 stieß sie in der Operation Michael bis Beaumont vor und wurde anschließend bei Reims eingesetzt. In den Rückzugskämpfen ging sie auf die Antwerpen-Maas-Stellung zurück, von wo sie nach dem Waffenstillstand von Compiègne zu Fuß den Rückmarsch über Prüm, Linz am Rhein und Ferndorf in den Raum Marburg antrat. Von dort erreichte das Regiment seine Friedensgarnisonen in Württemberg.
Die Gesamtverluste betrugen 3.692 Gefallene, 62 Verstorbene, 434 Vermisste.

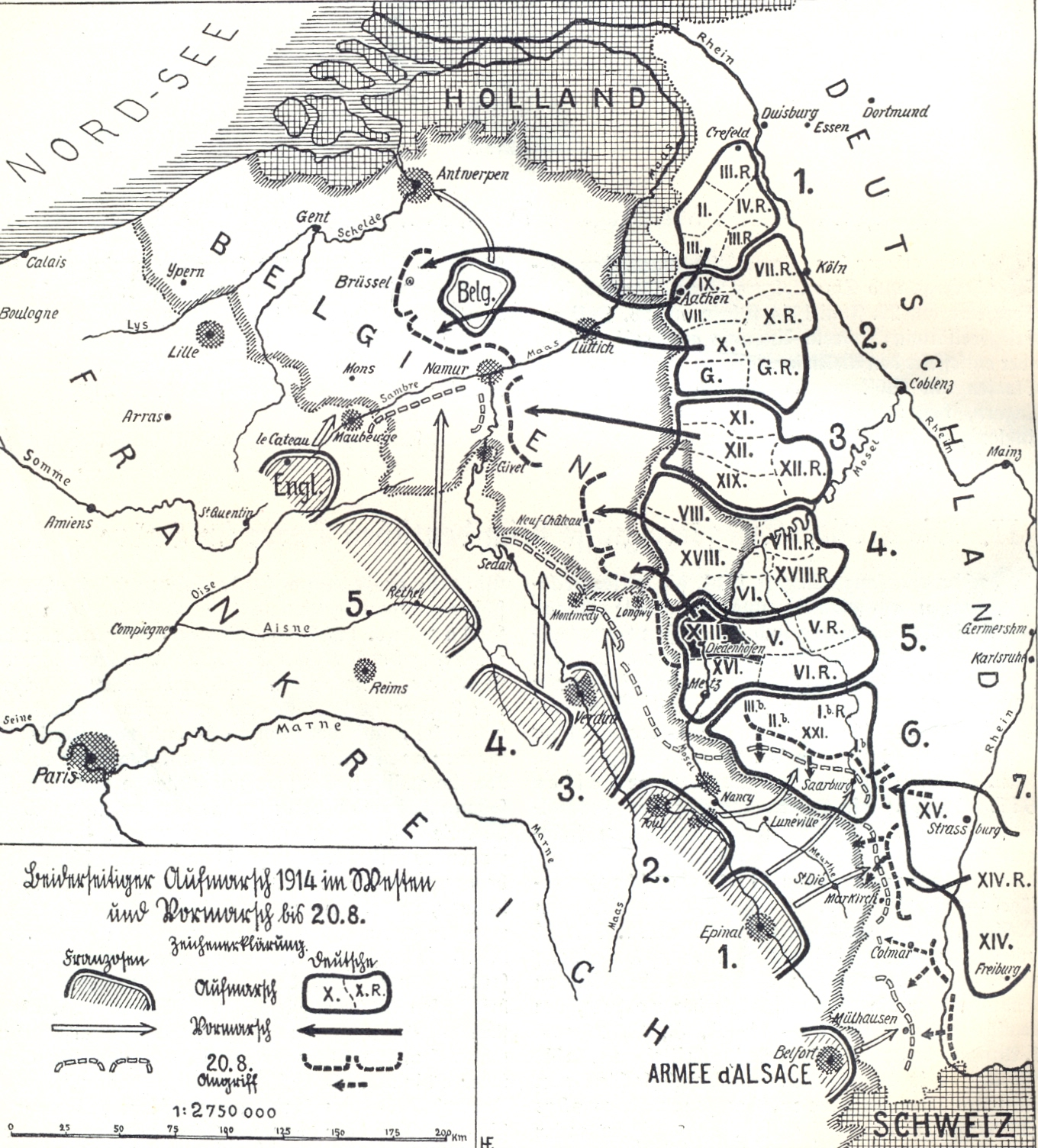
Aufmarsch 1914
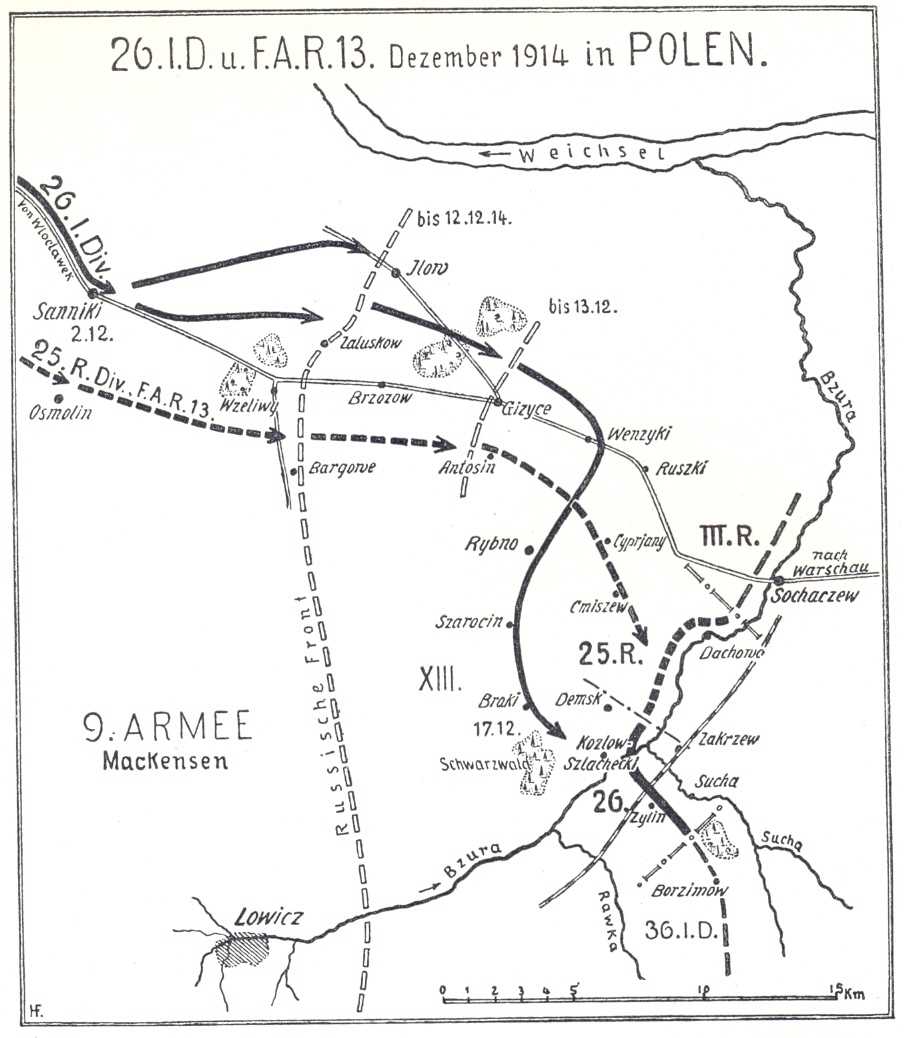
26. Inf.-Div. und FArt-Regt. 13 in Polen 1914
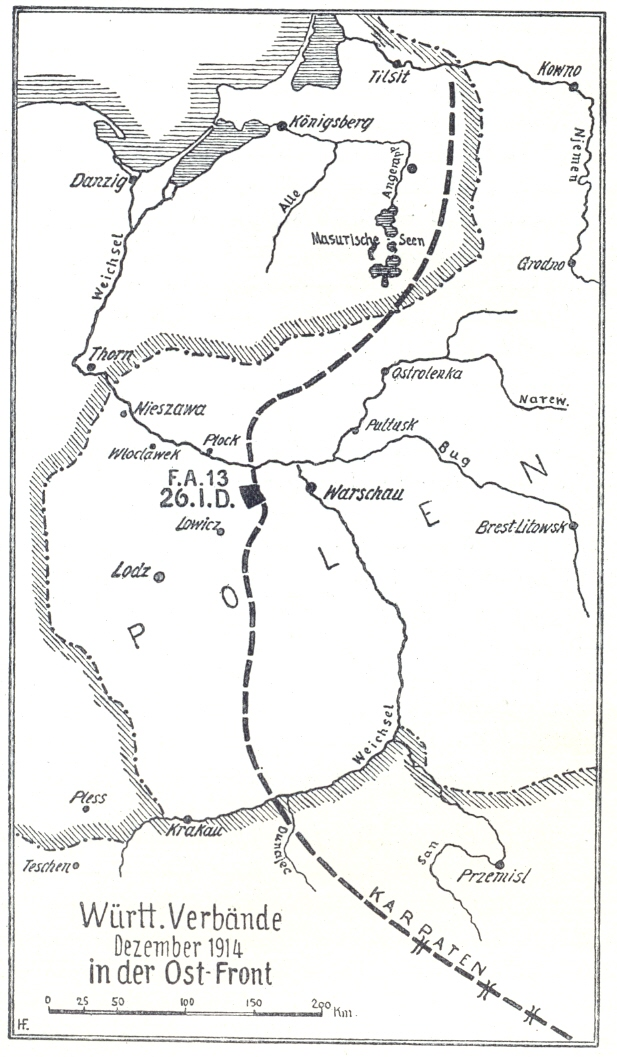
Württ. Verbände an der Ostfront Ende 1914
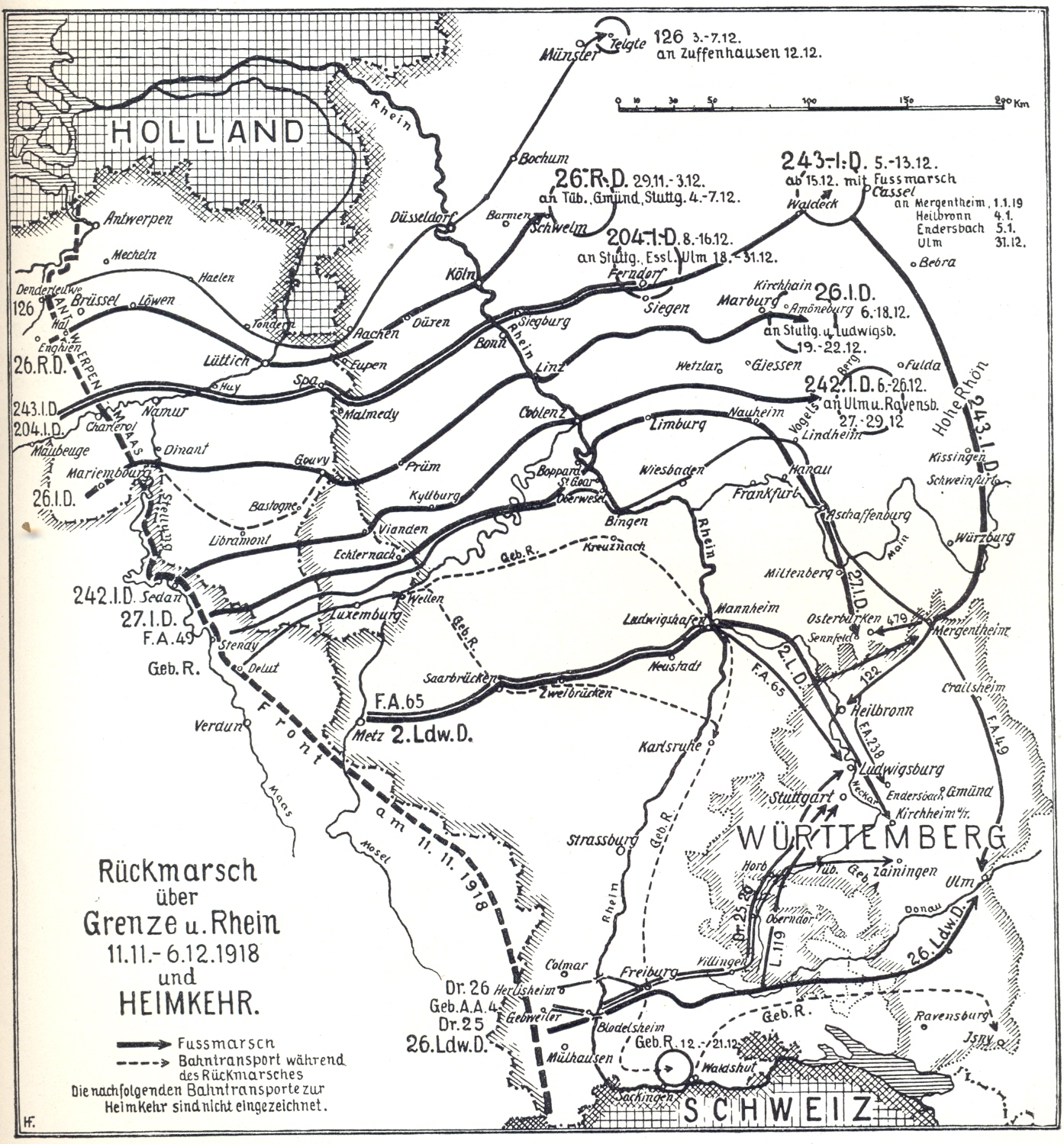
Rückmarsch 1918

## Auftrag
Das Regiment hatte den Auftrag, den infanteristischen Feuerkampf zu führen. Im Frieden wurden die Soldaten hierzu an entsprechenden Waffen sowie als Krankenträger ausgebildet.

## Organisation

### Verbandszugehörigkeit
Bis 1816 gab es in Württemberg im Frieden keine Großverbände. Solche wurden nur für einzelne Feldzüge zusammengestellt.
Mit der grundlegenden Neuorganisation 1817 wurde das württembergische Heer erstmals auch im Frieden in Großverbände gegliedert. Das Regiment bildete zusammen mit dem 4. Infanterie-Regiment die 2. Brigade in der 1. Division. Im Juli 1849 wurde wieder eine Neugliederung des württembergischen Heeres befohlen. Die Infanterie wurde in nur einer Division (ohne Nummer) zusammengefasst.
Von 1871 bis 1914 gehörte das Regiment zur 52. Infanterie-Brigade (2. Königlich Württembergische) in Ludwigsburg, 26. Division (1. Königlich Württembergische), XIII. (Königlich Württembergisches) Armee-Korps.
Während des ganzen Ersten Weltkriegs blieb das Regiment bei der 26. Division.

### Gliederung
Bis 1871 bestand das Regiment aus zwei Bataillonen.
Am 1. Oktober 1872 kam das dritte (Füsilier-)Bataillon dazu, am 2. Oktober 1893 wurde das IV. Bataillon als Halb-Bataillon aufgestellt. Letzteres wurde am 1. Oktober 1897 zur Aufstellung des Füsilier-Bataillons an das 10. Württembergische Infanterie-Regiment Nr. 180 abgegeben.

#### Abgaben
- Am 1. November 1873 wurde die 3. Kompanie zur Aufstellung des Füsilier-Bataillons des Füsilier-Regiment „Kaiser Franz Josef von Österreich, König von Ungarn“ (4. Württembergisches) Nr. 122, am 1. Oktober 1874 die 10. Kompanie zur Aufstellung des Infanterie-Regiments „Kaiser Friedrich, König von Preußen“ (7. Württembergisches) Nr. 125[3] abgegeben.

Alle diese Abgaben wurden aus dem Regiment wieder aufgestellt.
- Am 1. April wurde das IV. (Halb-)Bataillon an das Infanterie-Regiment (9. Württ) Nr. 127 abgegeben.

### Kommandeure
| Nr. | Dienstgrad                  | Name                                               | Beginn der Berufung                                          |
| --- | --------------------------- | -------------------------------------------------- | ------------------------------------------------------------ |
| 01. | Oberst                      | Johann Ludwig von Cornotte                         | 1808                                                         |
| 02. | Oberst                      | Ludwig zu Hohenlohe-Langenburg                     | 01. Dezember 1811                                            |
| 03. | Oberst                      | Karl Friedrich Ludwig Prinz zu Hohenlohe-Kirchberg | 1812                                                         |
| 04. | Oberst                      | Fidelis Baur von Breitenfeld                       | 17. September 1812 bis 6. September 1813                     |
| 05. | Oberst                      | Karl von Lalace                                    | Januar 1813 (mit der Führung beauftragt)                     |
| 06. | Oberst                      | Karl von Biberstein                                | 06. Oktober 1813 bis Februar 1814                            |
| 07. | Oberst                      | Christian von Beulwitz                             | Februar bis April 1814                                       |
| 08. | Oberst                      | Karl von Biberstein                                | April 1814 bis 30. März 1817                                 |
| 09. | Oberst                      | Theodor von Wundt                                  | 27. September 1824                                           |
| 10. | Oberst                      | Ernst von Baumbach                                 | 24. November 1835                                            |
| 11. | Oberst                      | Peter von Hoffmann                                 | 16. Mai 1842                                                 |
| 12. | Oberst                      | Friedrich von Arnold                               | 11. Juli 1848                                                |
| 13. | Oberst                      | Oskar von Hardegg                                  | 22. September 1856 bis 26. April 1857                        |
| 14. | Oberstleutnant/Oberst       | Gustav von Frost                                   | 27. April 1857 bis 25. Februar 1865                          |
| 15. | Oberst                      | Karl von Fischer                                   | 06. April 1865 bis 10. Juni 1866                             |
| 16. | Oberst                      | Friedrich von Lipp                                 | 13. Juni 1866                                                |
| 17. | Oberst                      | Max von Pfeiffelmann                               | 18. Februar 1869                                             |
| 18. | Oberst                      | Friedrich von Schroeder                            | 04. März 1872                                                |
| 19. | Oberst                      | Otto von Haldenwang                                | 16. August 1875                                              |
| 20. | Major                       | Hugo von Lupin                                     | 04. März bis 21. September 1876 (mit der Führung beauftragt) |
| 21. | Major/Oberstleutnant/Oberst | Hugo von Lupin                                     | 22. September 1876 bis 21. Juli 1885                         |
| 22. | Oberst                      | Emil von Hartrott                                  | 09. August 1885                                              |
| 23. | Oberstleutnant/Oberst       | Friedrich Ziegler                                  | 03. März 1887 bis 7. Juni 1888                               |
| 24. | Oberst                      | Eduard von Treskow                                 | 08. Juli 1888                                                |
| 25. | Oberst                      | Reinhard von Fischer                               | 31. März 1891 bis 26. Januar 1895                            |
| 26. | Oberst                      | Albert von Schnürlen                               | 27. Januar 1895                                              |
| 27. | Oberst                      | Heinrich von Normann                               | 17. Dezember 1896                                            |
| 28. | Oberst                      | Karl von Knoerzer                                  | 16. August 1899                                              |
| 29. | Oberst                      | Otto von Hügel                                     | 18. Mai 1901                                                 |
| 30. | Oberst                      | Paul von Schaefer                                  | 16. März 1905                                                |
| 31. | Oberst                      | Oskar von Bossert                                  | 14. April 1907                                               |
| 32. | Oberst                      | Otto von Moser                                     | 01. April 1910                                               |
| 33. | Oberst                      | Oskar von Gais                                     | 01. Oktober 1912                                             |
| 34. | Oberst                      | Eugen Glück                                        | 30. September 1914                                           |
| 35. | Oberst                      | Oskar von Gais                                     | 10. Oktober 1914 bis 29. Januar 1915                         |
| 36. | Major/Oberstleutnant        | Gustav Keller                                      | 24. April 1915 bis 8. August 1916                            |
| 37. | Major/Oberstleutnant        | Hermann von Brandenstein                           | 09. August 1916                                              |

### Regimentschefs
Regimentsinhaber:
- 1808–1816 Feldmarschall Herzog Wilhelm von Württemberg

Regimentschefs:
- 22. Oktober 1893 König Albert von Sachsen
- 01. Mai 1903 König Georg von Sachsen
- 11. Dezember 1905 König Friedrich August III. von Sachsen

## Bewaffnung und Ausrüstung

### Hauptbewaffnung
1831 wurden Gewehre mit Perkussionsschloss eingeführt, 1851 das Miniégewehr, ab 1875 das Infanteriegewehr 1871 und ab 1898 der Karabiner 98. Zu Beginn des Ersten Weltkrieges hatte jedes Infanterie-Regiment 6 schwere Maschinengewehre, Ende 1917 36 schwere und 72 leichte Maschinengewehre.

### Uniform

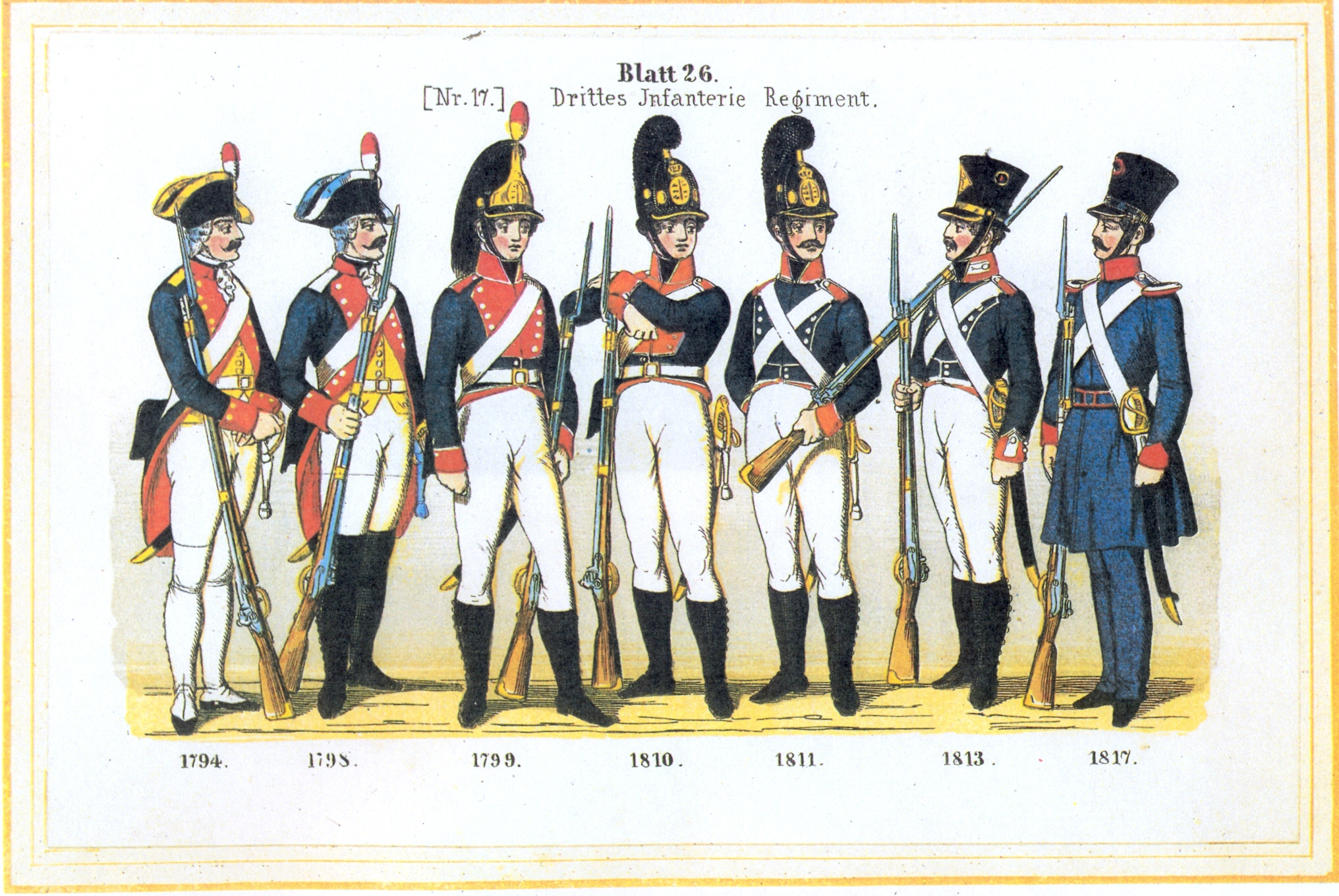
Uniformen des 3. Infanterie-Regiments

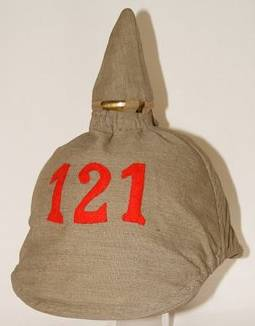
Helm mit Überzug 1914

- 1808: Geschlossener blauer Rock bis zur Taille mit schwarzem Kragen. An Kragen, Aufschlägen und Rabatten breite weiße Litzen. Rote Halsbinde. Schwarzer Raupenhelm mit hohem schwarzem Stutz vorn auf der Raupe, vorn gelbes Schild mit württembergischem Wappen.
- 1814: Rock wie bisher, aber weißes Futter und grüne wollene Epauletten. Schwarzer Tschako mit weißem Stutz, stahlblauem Wappen und Schuppenketten.
- 1811: Rock ohne weiße Rabatten. Tschako mit gelbem Beschlag.
- 1817: Dienstrock in den Monaten November bis April eine königsblaue Kutka (bis ein Zoll oberhalb der Kniescheibe), in den Monaten Mai bis Oktober königsblauer Spenzer (bis an die Hüften), ohne Knöpfe, mit geschlossenem blauem Kragen, gelben polnischen Ärmelaufschlägen und Tuchgürtel mit einer gelben Einfassung. Gelbe Metall-Epauletten mit silbernem Halbmond und gelbem Futter aus Tuch mit weißer Kompanienummer. Schwarzes Halsband. Königsblaue, halbweite Hosen (im Sommer weiße Hosen und Gamaschen). Schwarzer Tschako aus Filz mit ledernem Deckel, vorn metallenes Schild mit Regimentsnummer und schwarz-rote Kokarde. Schwarze Bundschuhe (ab 1820 kurze schwarze Gamaschen und Schuhe). Das Lederzeug (unter den Epauletten getragen) war weiß. Hellgrauer Mantel.
- 1821: Königsblaues Colett mit zwei Reihen Knöpfen (mit Regimentsnummer) vorn, rotem geschlossenem Kragen und blauen polnischen Aufschlägen mit roter Biese. Blaue Hosen mit roter Biese.
- 1845: Schwarzer französischer Tschako mit weißem Oberrand und dunkelblauem Busch.
- 1849: Einreihiger blauer Waffenrock mit weißen Knüpfen und rotem Kragen. Achselklappen mit Regimentsnummer.
- 1864: Dunkelblauer, rot gesäumter Rock mit zwei reihen Knöpfen, hinten vier Knöpfe, Ärmel mit roter Biese, Achselklappen mit Schulterwulst und schwarzer Regimentsnummer. Dunkelgraue Hosen. Dunkelblaue Mützen mit roter Biese. Die Epauletten entfallen, als Dienstgradabzeichen Sterne am Kragen wie in Österreich.
- 1871: Auf den Achselklappen Nr. 124. Preußischer Helm (Pickelhaube) mit württembergischem Wappen und der Devise „Furchtlos und trew“
- 1874: Uniform nach preußischen Normen, jedoch weiterhin zweireihiger Waffenrock bis 1892.
- 1890: Namenszug „W“ mit Krone auf den Achselklappen, Schulterstücken und Epauletten.
- 1891: Namenszug „W.I.“ mit Krone auf den Achselklappen, Schulterstücken und Epauletten.

### Fahne
Das Regiment erhielt seine ersten vier Fahnen durch königliche Ordre vom 26. Mai 1811. Das Tuch war blau-weiß geviert mit goldenen Franzen an allen Seiten. Auf der einen Seite befand sich der goldene gekrönte Namenszug „F.R.“, auf der anderen Seite das gekrönte württembergische Wappen mit Wappenmantel. Diese Fahnen wurden wie alle württembergischen aus dem Russlandfeldzug 1812 zurückgebracht. Die nach dem Russlandfeldzug 1812 neu aufgestellten Regimenter erhielten durch Dekret vom 11. Februar 1813 zwei neue Fahnen je Bataillon. Die alten wurden an das Zeughaus abgegeben. Wie bei allen Regimentern wurden am 4. Oktober 1818 die Fahnen durch Feldzeichen ersetzt, die durch Höchste Ordre vom 3. September 1851 wieder durch neue Fahnen ersetzt wurden. Jedes Bataillon erhielt eine Fahne aus burgunderrotem Tuch mit weißen Fransen an allen Seiten. In der Mitte der einen Seite befand sich der gold-gelbe gekrönte Namenszug „W“, die andere Seite das von einem gelben Hirsch und einem schwarzen Löwen gehaltene württembergische Wappen, auf blauem Devisenband die Inschrift „Furchtlos und trew“ sowie das weiße Kreuz des Militärverdienstordens.
Das Füsilier-Bataillon erhielt am 2. Dezember 1874 seine Fahne. Sie war wie die Fahnen von 1851, jedoch ohne Fransen und mit dem gekrönten Namenszug „K“. Sie wurde 1900 durch eine gleiche ersetzt, jedoch mit dem gekrönten Namenszug „W“.
Das IV. Bataillon erhielt am 3. Dezember 1894 seine Fahne. Sie entsprach der des Füsilier-Bataillons von 1851, blieb bei der Abgabe des Bataillons beim Regiment und wurde vom I. Bataillon als zweite Fahne mitgeführt.

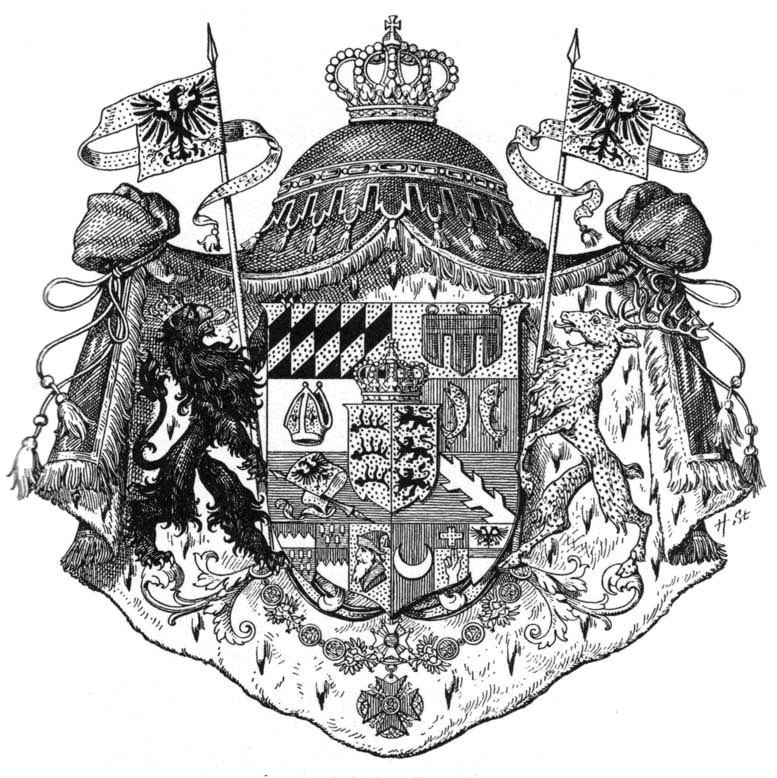
Großes Wappen König Friedrichs
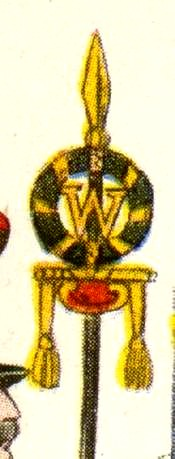
Württembergische Feldzeichen 1818
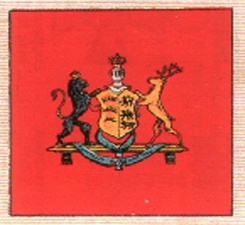
Württembergische Fahne